# Lista de prefeitos de Janduís (Rio Grande do Norte)
Esta é a lista de prefeitos de Janduís, município brasileiro do estado do Rio Grande do Norte.
| Nº | Prefeito                    | Imagem               | Partido | Início de mandato      | Fim de mandato         | Vice-prefeito                   | Observações             |
| -- | --------------------------- | -------------------- | ------- | ---------------------- | ---------------------- | ------------------------------- | ----------------------- |
| 1  | Lourival Canuto de Araújo   |                      |         | 12 de junho de 1962    | 1 de fevereiro de 1964 | —                               | Prefeito nomeado        |
| 2  | Miguel Veras Saldanha       |                      | PSD     | 1 de fevereiro de 1964 | 31 de janeiro de 1969  | Hermiro Régis de Almeida        | Prefeito e vice eleitos |
| 3  | José Dantas de Araújo       |                      | ARENA   | 31 de janeiro de 1969  | 31 de janeiro de 1973  | Vicente Gurgel Praxedes         | Prefeito e vice eleitos |
| 4  | Onézimo Fernandes Maia      |                      | ARENA   | 31 de janeiro de 1973  | 31 de janeiro de 1977  | Sebastião de Almeida Gurgel     | Prefeito e vice eleitos |
| 5  | Lourival Canuto de Araújo   |                      | ARENA   | 31 de janeiro de 1977  | 31 de janeiro de 1983  | Plínio Segundo                  | Prefeito e vice eleitos |
| 6  | Salomão Gurgel Pinheiro     |                      | PMDB    | 31 de janeiro de 1983  | 31 de dezembro de 1988 | Walter Martins Veras            | Prefeito e vice eleitos |
| 7  | Antônio José Bezerra        |                      | PT      | 1º de janeiro de 1989  | 31 de dezembro de 1992 | Raimundo Gurgel dos Santos      | Prefeito e vice eleitos |
| 8  | Sebastião Almeida Gurgel    |                      | PT      | 1º de janeiro de 1993  | 31 de dezembro de 1996 | não encontrado                  | Prefeito e vice eleitos |
| 9  | Francisco Gurgel de Almeida |                      | PPB     | 1º de janeiro de 1997  | 31 de dezembro de 2000 | não encontrado                  | Prefeito e vice eleitos |
| 10 | Cássio Targino de Medeiros  |                      | PSDB    | 1º de janeiro de 2001  | 31 de dezembro de 2004 | Antônio José Bezerra            | Prefeito e vice eleitos |
| 11 | Salomão Gurgel Pinheiro     |                      | PT      | 1º de janeiro de 2005  | 31 de dezembro de 2012 | Francisco Gurgel de Almeida     | Prefeito e vice eleitos |
| 11 | Salomão Gurgel Pinheiro     | Antônio José Bezerra | PT      | 1º de janeiro de 2005  | 31 de dezembro de 2012 | Prefeito reeleito e vice eleito |                         |
| 12 | Lígia de Souza Félix        |                      | PSDB    | 1º de janeiro de 2012  | 31 de dezembro de 2016 | João Pinheiro de Almeida Neto   | Prefeita e vice eleitos |
| 13 | Antônio José Bezerra        |                      | PSOL    | 1º de janeiro de 2017  | 31 de dezembro de 2020 | Jacinto Fernandes da Silva      | Prefeito e vice eleitos |
| 14 | Salomão Gurgel Pinheiro     |                      | PSOL    | 1º de janeiro de 2021  | 31 de dezembro de 2024 | Elvisney Soares Gurgel          | Prefeito e vice eleitos |
| 15 | Elvécio Gurgel de Sales     |                      | PT      | 1º de janeiro de 2025  | até a atualidade       | Raimundo Canuto de Brito        | Prefeito e vice eleitos |

OBS: N/C - Não consta.